# 云南紫薇
云南紫薇（学名：Lagerstroemia intermedia），为千屈菜科紫薇属下的一个种。其种加词“intermedia”意为“中间的”。
现接受名为大花紫薇中间亚种（Lagerstroemia speciosa subsp. intermedia (Koehne) Deepu & Pandur., 2017）。